# Sitio de Constantinopla (1391)
El sitio de Constantinopla de 1391 a 1392 fue el primer sitio otomano realizado por el sultán Bayezid I, que emprendió el bloqueo de Constantinopla, capital del Imperio bizantino. 

## Sitio
El asedio se realizó en respuesta a la llegada al poder de Manuel II Paleólogo en 1391. Este último, tras la muerte de Juan V Paleólogo, huyó de Bursa donde el sultán lo mantenía cautivo para evitar una posible guerra civil entre este y Juan VII Paleólogo. Bayezid I deseaba intervenir en los asuntos de la sucesión bizantina para demostrar su dominio sobre sus súbditos. Este asedio fue tanto terrestre como marítimo. Sin embargo, los otomanos no lograron superan las murallas de la ciudad.
En 1392, un ejército húngaro conducido por el rey Segismundo de Luxemburgo requirió que el sultán suspendiera el sitio de Constantinopla.

## Consecuencias
En 1393, Bayezid I sitió la ciudad de Tarnovo, capital del Segundo Imperio búlgaro. Después de una campaña en Valaquia y la anexión de la provincia de Tesalónica en Grecia, el sitio de Constantinopla se reanudó en 1394.